# Abraham Pruijs van der Hoeven

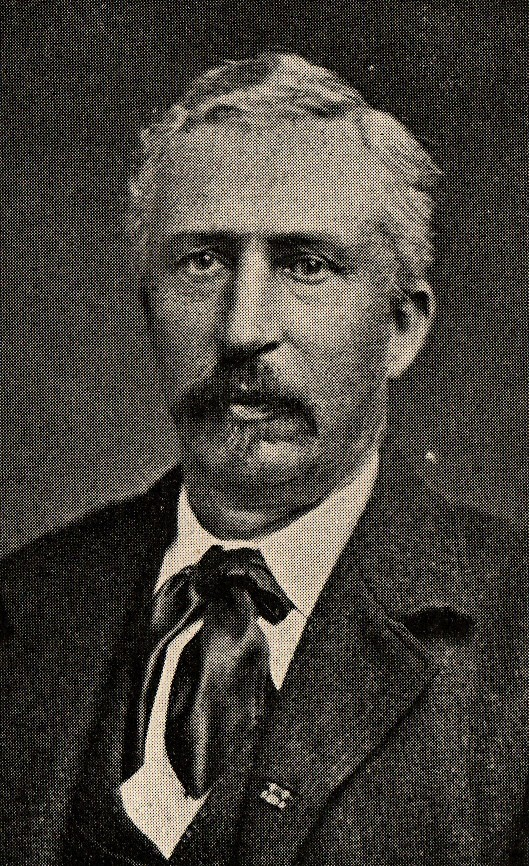
Abraham Pruijs van der Hoeven

Abraham Pruijs van der Hoeven (Leiden, 30 maart 1829 - Brussel, 5 januari 1907) was civiel gouverneur van Atjeh en lid van de Raad van Nederlands-Indië.

## Zijn vroege jaren
Pruijs van der Hoeven werd geboren in de familie Van der Hoeven, als zoon van de Leidse hoogleraar Cornelis Pruys van der Hoeven en Maria Cornelia Trompert. Hij ging in 1845 als scheepsjongen in zeedienst en eindigde als stuurman. In 1852 vestigde hij zich in Batavia, waar hij werd opgeleid tot Oost-Indisch ambtenaar en in 1854 benoemd werd tot ambtenaar te Benkoelen. In 1856 werd hij controleur derde klasse en in 1858 volgde zijn overplaatsing naar de westkust van Sumatra; het jaar daarop werd hij aan de commandant van de expeditie naar Redjang toegevoegd als ‘politiek agent’ voor de onderhandelingen met de plaatselijke leiders. Het leverde hem de Militaire Willems-Orde op. In 1860 volgde zijn benoeming tot controleur tweede klasse, daarna eerste klasse, met als standplaats Redjang in Palembang. In 1862 werd hij assistent-resident van Mandeling.

## Civiel gouverneur van Atjeh
Na een tweejarig verlof werd hij benoemd tot assistent-resident van Benkoelen; in 1870 tot resident van de Lampongse districten en in 1873 van Palembang. Toen hij in 1879 terugkwam van een verlof naar Nederland kreeg hij de taak in overleg met Karel van der Heijden plannen te ontwerpen voor de organisatie van het bestuur in Atjeh. Hij bleef van februari tot oktober 1880 als gouvernementscommissaris te Atjeh en diende met zijn medecommissaris Van der Heijden een rapport in waarin voor Atjeh een soortgelijke organisatie werd voorgesteld als voor andere delen van Nederlands-Indië gold en ook een opzet tot een organisatie voor het rechtswezen werd gegeven.
Op 6 april 1881 werd Pruijs van der Hoeven tot gouverneur van Atjeh benoemd. Hij voerde er het civiele bestuur in, dit zeer tegen de zin van de op non-actief gestelde Van der Heijden, die van mening was dat het gewest nog lang niet rijp was voor civiel bestuur zonder krachtige steun van de militaire macht. In zijn ogen moesten de functies van gouverneur en militaire commandant in één hand blijven.
Onder Pruijs van der Hoeven stak het verzet in Groot-Atjeh weer in alle hevigheid de kop op (zie de Atjeh-oorlog: de periode van het civiele bestuur). Hij wilde de militaire invloed tot een minimum terugdringen, stelde 225 politieagenten aan om de vrede te bewaren en zocht toenadering tot de bevolking. Het pakte verkeerd uit. Het aantal overvallen en moordpartijen op Europeanen nam weer toe. Pruijs van der Hoeven vertrok onder druk van de regering op 12 maart 1883 weer van Atjeh. Zijn opvolger was Philip Franz Laging Tobias.

## Latere jaren
Op verzoek werd Pruijs van der Hoeven nu gepensioneerd, maar hij trad in 1886 weer in dienst van het land als lid van de Raad van Nederlands-Indië. In dat jaar publiceerde hij ook een brochure, Mijn ervaring met Atjeh (Gebr. Belinfante, Den Haag), waarin hij zijn optreden in Atjeh verdedigde. In augustus 1893 ging hij definitief met pensioen en vertrok hij naar België.
1. ↑  Geboorteakten 1829 |  Erfgoed Leiden en Omstreken. Erfgoed Leiden en Omstreken. Gearchiveerd op 2 maart 2024. Geraadpleegd op 2 maart 2024.